# Llorts
Llorts é uma localidade de Andorra, situada na Paróquia de Ordino. Situada a 1.413 metros de altitude, sua população em junho de 2024 foi estimada em 315 habitantes.
Igreja de São Saturnino, do século XVII, está localizada em Llorts. Com planta retangular e sacristia anexada à direita da capela-mor, possui dois campanários de espadana: um na fachada principal, com duas aberturas em arco de meio ponto, e outro sobre o arco triunfal.
Llorts é conhecida por suas terras ricas em ferro, que tingem parte dos campos, da estrada e até mesmo alguns riachos. Destaque para a Font del Ferro, que brota em uma caverna próxima à aldeia, e para a Font Roja, ambas fontes de águas minerais.